# Liste des juridictions catholiques d'Océanie
Cette liste recense les juridictions catholiques d'Océanie.

## Liste par pays

### Australie
- Archidiocèse d'Adélaïde
  - Diocèse de Darwin (en)
  - Diocèse de Port Pirie (en)
- Archidiocèse de Brisbane (en)
  - Diocèse de Cairns
  - Diocèse de Rockhampton
  - Diocèse de Toowoomba
  - Diocèse de Townsville
- Archidiocèse de Canberra et Goulburn (en)
- Archidiocèse de Hobart
- Archidiocèse de Melbourne
  - Diocèse de Ballarat (en)
  - Éparchie Saints-Pierre-et-Paul de Melbourne des Ukrainiens
  - Diocèse de Sale
  - Diocèse de Sandhurst
- Archidiocèse de Perth
  - Diocèse de Broome (en)
  - Diocèse de Bunbury (en)
  - Diocèse de Geraldton (en)
- Archidiocèse de Sydney
  - Diocèse d'Armidale (en)
  - Diocèse de Bathurst (en)
  - Diocèse de Broken Bay (en)
  - Diocèse de Lismore (en)
  - Diocèse de Maitland-Newcastle (en)
  - Diocèse de Parramatta
  - Diocèse de Wagga Wagga
  - Diocèse de Wilcannia-Forbes (en)
  - Diocèse de Wollongong (en)
- Éparchie Saint-Thomas l'Apôtre de Sydney des Chaldéens
- Éparchie melkite de saint Michel de Sydney
- Éparchie Saint-Maron de Sydney des Maronites
- Éparchie Saint-Thomas-l'Apôtre de Melbourne des Syro-Malabars (en)
- Ordinariat militaire d'Australie (en)
- Ordinariat personnel de Notre-Dame de la Croix du Sud

### Îles Cook et Niue
- Diocèse de Rarotonga (suffragant de Suva)

### Fidji
- Archidiocèse de Suva

### France
- Archidiocèse de Nouméa
  - Diocèse de Wallis-et-Futuna
- Archidiocèse de Papeete
  - Diocèse de Taiohae

### Guam
- Archidiocèse d'Agaña

### Kiribati et Nauru
- Diocèse de Tarawa et Nauru (suffragant de Suva)

### Îles Mariannes du Nord
- Diocèse de Chalan Kanoa (suffragant de l'archiodiocèse d'Agaña)

### Îles Marshall
- Préfecture apostolique des îles Marshall (suffragant de l'archiodiocèse d'Agaña)

### Micronésie et Palaos
- Diocèse des îles Carolines (suffragant de l'archidiocèse d'Agaña)

### Nouvelle-Zélande
- Archidiocèse de Wellington
  - Diocèse d'Auckland
  - Diocèse de Christchurch
  - Diocèse de Dunedin
  - Diocèse de Hamilton
  - Diocèse de Palmerston North
- Ordinariat militaire de Nouvelle-Zélande
- Mission sui juris de Tokelau

### Papouasie-Nouvelle-Guinée
- Archidiocèse de Madang
  - Diocèse d'Aitape (de)
  - Diocèse de Lae (de)
  - Diocèse de Vanimo (de)
  - Diocèse de Wewak (de)
- Archidiocèse de Mount Hagen
  - Diocèse de Goroka (de)
  - Diocèse de Kundiawa (de)
  - Diocèse de Mendi (de)
  - Diocèse de Wabag (de)
- Archidiocèse de Port Moresby
  - Diocèse d'Alotau-Sideia (de)
  - Diocèse de Bereina (de)
  - Diocèse de Daru-Kiunga (de)
  - Diocèse de Kerema (de)
- Archidiocèse de Rabaul
  - Diocèse de Bougainville (en)
  - Diocèse de Kavieng (en)
  - Diocèse de Kimbe (en)

### Îles Salomon
- Archidiocèse d'Honiara
  - Diocèse d'Auki (en)
  - Diocèse de Gizo (en)

### Samoa
- Archidiocèse de Samoa-Apia

### Samoa américaines
- Diocèse de Samoa-Pago Pago (suffragant de Samoa-Apia)

### Tonga
- Diocèse des Tonga

### Tuvalu
- Mission sui juris de Funafuti

### Vanuatu
- Diocèse de Port-Vila (suffragant de Nouméa)

### Sources
- (en) The Catholic Church in Oceania sur gcatholic.org
- (en) Structured View of Dioceses in Oceania sur catholic-hierarchy.org